# Gare de Kauniainen
La gare de Kauniainen (en finnois : Kauniaisten rautatieasema) est une gare ferroviaire située à Kauniainen en Finlande.